# Подолян, Николай Петрович
Николай Петрович Подоля́н (1923—2012) — советский украинский поэт, публицист, журналист. Заслуженный работник культуры Украинской ССР (1973).

## Биография
Родился 24 сентября 1923 года в селе Подзамче (ныне в составе города Каменец-Подольский, Хмельницкая область, Украина). Мать Евдокия Мартыновна Грабченко (1900—1989) была учительницей. Из Каменец-Подольского Николай вскоре переехал в с. Вахновцы Староушицкого района, а в конце 1920-х годов в селе Карачеевцы Виньковецкого района, где преподавала его мать, а впоследствии и в Карижин.
Первое стихотворение напечатал в 1940 в Борзнянской районной газете. Окончил среднюю школу в Виньковцах и поступил в Украинский коммунистический институт журналистики в Харькове, откуда добровольцем ушёл на фронт. Был пулеметчиком. После тяжёлого ранения в ноябре 1941 (с. Дьяково на Луганщине) и выхода из госпиталя учился (1942—1943) на историко-филологическом факультете СГУ имени Н. Г. Чернышевского.
После освобождения территории Украины работал корреспондентом газеты «Комсомольское знамя» по Полтавской области, первым секретарем Диканьского районного комитета ЛКСМУ. В январе 1945 возвращается в Виньковцы, работает ответственным секретарем в районной газете «Советский патриот» (1946). Член ВКП(б) с 1946 года.
В 1946—1953 годы — собственный корреспондент, а с декабря 1949 ответственный секретарь газеты «Советское Подолье» (Хмельницкий).
По направлению Хмельницкого обкома партии в 1953—1956 годах учился в Москве в Высшей партийной школе на отделении журналистики. После этого работал заведующим отделом и ответственным секретарем газеты «Советская культура» (1956—1958), ответственным секретарем и заместителем главного редактора журнала «Украина» (1958—1969), главным редактором журналов «Социалистическая культура» (июль 1969 — июль 1972), «Украина» («Ukraine») (июль 1972 — декабрь 1984).
Принимал участие в гонении Б. Д. Антоненко-Давидовича, написав статью «В роли нищего» (Лит. Украина, 1973), в которой провозгласил арест его сына закономерным следствием «идеологической невыдержанности» писателя, которая получает посылки из-за границы.
С февраля 1987 года — старший преподаватель кафедры периодической прессы Института журналистики КГУ имени Т. Г. Шевченко. Главный редактор газеты «Патриот» Института журналистики. Член Национального союза писателей Украины (с 1956 года). Член Национального союза журналистов Украины (с 1961 года). Член Академии Высшей школы.

## Награды и премии
- заслуженный работник культуры УССР (1973).
- отличник образования Украины (1997).
- Награда III степени Киевского Национального Университета имени Т. Г. Шевченко (2009).
- Грамота Президиума Верховного Совета УССР (1966)
- Почётная грамота Президиума Верховного Совета УССР (1983).
- Государственная премия УССР имени Т. Г. Шевченко (1979) — за публицистические статьи и очерки в периодической печати 1976—1978.
- Республиканская премия имени Я. А. Галана (1970).
- орден Отечественной войны I степени (6.11.1985)
- орден Отечественной войны II степени (6.11.1947; был представлен к ордену Красной Звезды),
- два орден «Знак Почёта» (1971, 1982),
- орден «За мужество» III степени (1999).